# Kevin Sun
Kevin Sun (* 1991) ist ein US-amerikanischer Jazzmusiker (Tenorsaxophon, C-Melody-Saxophon, Klarinette, Komposition).

## Leben und Wirken
Sun studierte am Harvard College (Abschluss 2014 mit summa cum laude) Englische Sprache und erhielt den Thomas T. Hoopes-Preis für seine Abschlussarbeit, eine Sammlung von Sachaufsätzen über Jazz und Improvisation mit dem Titel ‘Making the Hang‘ and Other Essays on Being. Als Student arbeitete er als Mitherausgeber für Fifteen Minutes; sein Artikel „Social Class at Harvard“ von 2013 war Finalist für die Associate Collegiate Press Feature Story of the Year 2013. 2014 setzte Sun sein Studium am New England Conservatory of Music im Rahmen des gemeinsamen Studienprogramms der beiden Hochschulen fort und erwarb den Master of Music in Jazz Performance.
Als Musiker arbeitete Sun seitdem häufig in Jazz-Quartett-Besetzungen (u. a. mit Simon Willson, Adam O’Farrill, Dana Saul). Im Laufe seiner bisherigen Karriere spielte er mit Künstlern wie Vijay Iyer, James Moody, Kenny Burrell, Dave Liebman und Rich Perry und trat unter anderem im Smalls Jazz Club, Sunside Jazz Club in Paris und in New York im Symphony Space und der Carnegie Hall auf. Als Komponist schrieb er Musik für Jazz-Quartette und andere kleine Besetzungen. Im Bereich des Jazz war er laut Tom Lord zwischen 2015 und 2022 an 15 Aufnahmesessions beteiligt, neben seinen eigenen Produktionen auch mit Jacob Garchik und  Adam O’Farrill For These Streets (2025).
Nach Ansicht von Dan McClenaghan, der Suns Album The Sustain of Memory in All About Jazz rezensierte, sei dies ein filmisches Werk mit atmosphärischer Avantgarde-Musik in Trio-, Quartett- und Quintettbesetzungen, das von Anfang bis Ende den Fokus einer expansiven künstlerischen Vision enthalte. Diese zugängliche, aber freie Musik sei kein Strom und kein heulender Sturm, urteilte Dan McClenaghan über Kevin Suns Album The Depth of Memory. Es sei „eher ein ruhiger Lauf der Zeit, ein Verfolgen des Flusses sich bewegender Moleküle auf ihren unvorhersehbaren Wegen zum Unvermeidlichen – Ornette Coleman ohne Hektik, mit mehr Fokus“.

## Diskographische Hinweise
- Great on Paper (2015), mit Isaac Wilson, Simon Willson, Robin Baytas
- Earprint (2016), mit Tree Palmedo, Simon Willson, Dor Herskovits
- Trio (2017), mit Walter Stinson, Matt Honor
- Earprint: Easy Listening (2018), mit Tree Palmedo, Simon Willson, Dor Herskovits
- Mute (Fresh Sound New Talent, 2019), mit  Christian Li, Jeonglim Yang, Dayeon Seok
- The Sustain of Memory (2019), mit Adam O’Farrill, Dana Saul, Simon Willson, Dayeon Seok
- <3 Bird (2021), mit Adam O’Farrill, Christian Li, Max Light, Walter Stinson, Matt Honor
- The Depths of Memory (2023), u. a. mit Adam O’Farrill, Dana Saul, Simon Willson, Dayeon Seok
- The Fate of the Tenor (2024), mit Walter Stinson, Matt Honor